# 1991
1991（千九百九十一、せんきゅうひゃくきゅうじゅういち）は、自然数また整数において、1990の次で1992の前の数である。

## 性質
- 1991は合成数であり、約数は 1, 11, 181, 1991 である。
  - 約数の和は2184。
- 576番目の半素数である。1つ前は1985、次は1994。
- 119番目の回文数である。1つ前は1881、次は2002。
  - 一桁の数を除くと109番目の回文数である。
- 同じ個数の2つの数からできる27番目の数である。1つ前は1919、次は2002。(オンライン整数列大辞典の数列 A291269)
- 各位の和が20になる81番目の数である。1つ前は1982、次は2099。

## その他 1991 に関連すること
- 『1991』は、恒松正敏のアルバム。
- 『十和田要塞1991』は、荒巻義雄の小説。